# Heartbeeps
Pour plus de détails, voir Fiche technique et Distribution.
Heartbeeps est un film américain de science-fiction à caractère romantique réalisé par Allan Arkush, sorti en 1981. Le scénariste, John Hill, a adapté son scénario en roman, appelé lui aussi Heartbeeps, publié en décembre 1981.

## Synopsis
Deux robots à usage domestique, Val Com 17485, ou plus simplement Val (Andy Kaufman), et Aqua Com 89045, ou plus simplement Aqua (Bernadette Peters), commencent à ressentir des sentiments l'un pour l'autre. Ils décident alors d'échapper à leur condition de servitude et vivre leur amour librement en s'enfuyant. Ils construisent un petit robot, Phil, qu'ils traitent comme leur enfant.

## Fiche technique
- Titre : Heartbeeps
- Réalisation : Allan Arkush
- Scénario : John Hill
- Production : Michael Phillips
- Musique : John Williams
- Photographie : Charles Rosher Jr.
- Montage : Tina Hirsch
- Direction artistique : John W. Corso
- Costumes : Madeline Ann Graneto
- Pays de production : États-Unis
- Langue : anglais
- Genre : Science-fiction/Romantique
- Durée : 79 minutes
- Dates de sortie :
  - États-Unis : 18 décembre 1981

## Distribution
- Andy Kaufman : Val
- Bernadette Peters : Aqua
- Randy Quaid : Charlie
- Jerry Garcia : Phil (voix)
- Kenneth McMillan : Max
- Melanie Mayron : Susan
- Christopher Guest : Calvin
- Dick Miller : le gardien de l'usine
- Mary Woronov : la propriétaire de la maison
- Jack Carter : Catskil (voix)

## Récompenses et distinctions
- Nomination à l'Oscar du meilleur maquillage pour Stan Winston (1982)
- Nomination au Saturn Award du meilleur film de science-fiction (1982)
- Nomination au Saturn Award du meilleur maquillage pour Stan Winston (1982)